# Marques Batista de Abreu
Marques Batista de Abreu (sinh ngày 12 tháng 2 năm 1973) là một cầu thủ bóng đá người Brasil.

## Đội tuyển bóng đá quốc gia Brasil
Marques Batista de Abreu thi đấu cho đội tuyển bóng đá quốc gia Brasil từ năm 1994 đến 2002.

## Thống kê sự nghiệp
| Đội tuyển bóng đá Brasil | Đội tuyển bóng đá Brasil | Đội tuyển bóng đá Brasil |
| Năm                      | Trận                     | Bàn                      |
| ------------------------ | ------------------------ | ------------------------ |
| 1994                     | 1                        | 0                        |
| 1995                     | 1                        | 1                        |
| 1996                     | 2                        | 2                        |
| 1997                     | 0                        | 0                        |
| 1998                     | 0                        | 0                        |
| 1999                     | 0                        | 0                        |
| 2000                     | 6                        | 1                        |
| 2001                     | 0                        | 0                        |
| 2002                     | 3                        | 0                        |
| Tổng cộng                | 13                       | 4                        |